# Hammel
Hammel é um município da Dinamarca, localizado na região central, no condado de Arhus.
O município tem uma área de 144 km² e uma  população de 10 592 habitantes, segundo o censo de 2003.